# Tamano
Tamano (玉野市?) è una città giapponese della prefettura di Okayama.